# Малый Нагадак
Малый Нагадак (баш. Кесе Нуғаҙаҡ) — деревня в Тряпинском сельсовете Аургазинского района Республики Башкортостан России. Расположена на р. Эрень (бывш. наз. рч. Нагадак).

## Географическое положение
Расстояние до:
- районного центра (Толбазы): 25 км,
- центра сельсовета (Тряпино): 5 км,
- ближайшей железнодорожной станции (Белое Озеро): 10 км.

## История
Основана в 1797 чувашами-новокрещенцами из д. Большой Нагадак (ныне д. Чуваш. Нагадак Аургазин. р-на). В 1865 учтена под названием М. Н. (Кутаймас). По сведениям 1870 года из Списка населенных мест Российской империи, в Уфимской губернии, Стерлитамакского уезда в д. М. Н. было 17 дворов 106 жителей. До 1930 входила в Бишкаинов. и Новоканаш. волости Стерлитамак. у. Население занималось земледелием, пчеловодством, производством саней на продажу. В 1906 имелся хлебозапасный магазин. Уроженец деревни — К. Д. Кириллов.

## Население
Численность населения по годам:
- 1896 год — 330 чел.
- 1906 год — 231 чел.
- 1939 год — 449 чел.
- 1969 год — 404 чел.
- 1989 год — 252 чел.
- 2002 год — 204 чел.
- 2010 год — 175 чел.